# John Lay Electronics
Die John Lay Electronics AG mit Sitz in Littau war ein Schweizer Elektronik-Grosshändler und Dienstleistungsunternehmen. Sie war einerseits die Schweizer Generalvertretung für Panasonic-Produkte und andererseits Dienstleisterin für Business-Systeme für Audio, Video und Kommunikation. Das Unternehmen beschäftigte rund 200 Mitarbeiter und erwirtschaftete 2006 einen Umsatz von 236 Millionen Schweizer Franken. Nach exakt 50 Jahren des Aufbaus und der Pflege des Schweizer Markts für Panasonic hat der japanische Elektronikkonzern seinem Schweizer Generalvertreter John Lay Electronics AG per März 2012 unerwartet die Vertriebsrechte entzogen. Die Firma wurde aufgelöst und Mitte Mai 2015 aus dem Handelsregister gelöscht.

## Tätigkeitsgebiet
Das Unternehmen umfasste die Geschäftsbereiche Consumer Electronics, Business Systems und Service & Support sowie die im Besitz der beiden Verwaltungsräte Manfred J. Lay und Kurt S. Lay befindliche Schwestergesellschaft John Lay Solutions AG.
Der Geschäftsbereich Consumer Electronics war auf Endverbrauchermärkte ausgerichtet und belieferte die Handelskanäle mit Heimelektronik für Unterhaltung, Fotografie, Telekommunikation und Haushalt.
Die Sparte Business Systems konzentrierte sich auf den Business-to-Business-Markt und vertrieb Geräte, Systeme und Dienstleistungen für Telekommunikation, Audio/Video, Notebooks und Videoüberwachung für den professionellen Einsatz. Nebst dem eigentlichen Vertrieb wurden auch verschiedene Dienstleistungen im Bereich der Konzeption, Evaluation, Implementierung und Unterhalt von kundenspezifischen Lösungen erbracht.
Der Bereich Service und Support umfasste eine eigene Serviceabteilung mit entsprechendem Ersatzteillager sowie spezifische Produktseminare.

## Geschichte
Das Unternehmen wurde 1942 durch John Lay gegründet. Dieser entwickelte und produzierte zunächst Kurzwellensender und war in den 1950er Jahren im Import und Vertrieb der ersten Fernsehapparate tätig. 1961 wurde John Lay Electronics offizieller Schweizer Generalimporteur der Marke Panasonic. Nachdem Panasonic ab dem 1. April 2012 eine eigene Niederlassung in der Schweiz gründete, wurde die Firma 2015 aufgelöst.